# Odontochilus acalcaratus
Odontochilus acalcaratus là một loài thực vật có hoa trong họ Lan. Loài này được (Aver.) Ormerod mô tả khoa học đầu tiên năm 2002.